# Juan Carlos Vera
Pour les articles homonymes, voir Vera.
Juan Carlos Vera Pró, né le 16 janvier 1955, est un homme politique espagnol membre du Parti populaire (PP).
Il est élu député de la circonscription de Madrid lors des élections générales de juin 1993.

## Biographie

### Profession
Il est licencié en droit par l'Université autonome de Madrid et avocat à l'Illustre collège de Madrid.

## Carrière politique
Il est secrétaire général de la direction provisoire du Parti populaire de Madrid et secrétaire du comité national de droits et garanties. Il est membre du comité exécutif du Parti populaire.
Le 6 juin 1993, il est élu député pour Madrid au Congrès des députés et réélu successivement depuis.